# Apiculteur
Pour les œuvres évoquant cette activité, voir L'Apiculteur.
Un apiculteur ou une apicultrice est une personne qui élève des abeilles mellifères (Apis sp.) à titre professionnel ou amateur afin de leur faire produire du miel, de la propolis, de la cire, de la gelée royale, des couvains ou de favoriser la fécondation de plantes entomophiles.

## Histoire
L'origine de cette activité remonte à la plus haute antiquité, l'apiculteur recueillant les produits des abeilles dans le trou des arbres, dans des paniers en vannerie ou des poteries, selon les régions.

## Métier

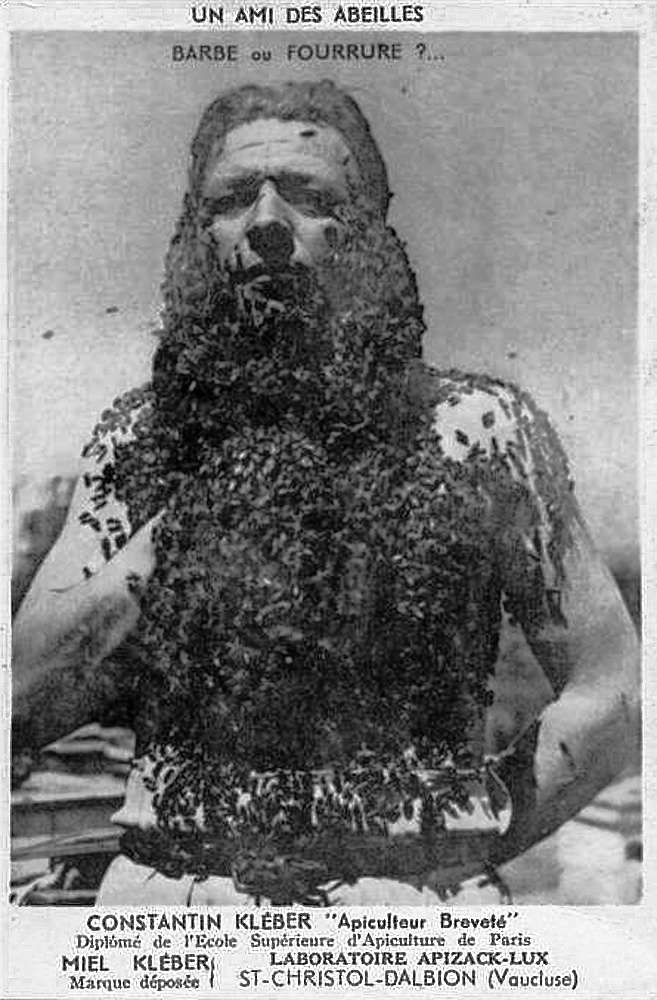
Constantin Kléber, apiculteur à Saint-Christol, sur le plateau d'Albion.

Un apiculteur peut faire commerce de la production des abeilles (miel, gelée royale, pollen, cire, propolis…). Souvent, pour cela, il prend en location auprès des agriculteurs, des paysans des emplacements de qualité pour ses ruchers. Inversement, dans les régions et pays où la biodiversité est affaiblie par l'urbanisation, l'industrie ou l'agriculture intensive, il loue aux agriculteurs, aux arboriculteurs, aux maraîchers un service de pollinisation en assurant la transhumance de ses colonies. Peu développé en Europe (3 000 professionnels en France), ce dernier service représente 50 % de l'activité aux États-Unis.
Les tâches de l'apiculteur ne se limitent pas à la récolte du miel. En effet, la surveillance et l'entretien des ruches doit être une préoccupation de tous les jours, ou presque. Si un rucher est mal entretenu ou que les abeilles s'y sentent mal, elles essaimeront pour chercher un endroit plus propice à leur confort. Les tâches de l'apiculteur sont variées et durent toute l'année.
Les espèces domestiquées sont principalement Apis mellifera et Apis cerana, ainsi que Meliponini, une tribu sans dard qu'on rencontre dans les régions tropicales. L'abeille et le bombyx du mûrier (ver à soie) sont les seuls insectes qu'on qualifie de domestiques. Il n'y a aucune différence physiologique entre les abeilles domestiques et sauvages; c'est une question de terminologie. Une colonie domestique vit donc sous la protection de l'Homme, tandis qu'une colonie sauvage (on parle d'essaim même en dehors de la période d'essaimage) vit par ses propres moyens.
La conduite d’une colonie consiste principalement à veiller à l’état de la démographie des ruches afin d'optimiser la production et d'assurer la survie des colonies. Cela passe par la protection générale contre le climat et les intrusions, par le nourrissage et les traitements anti-parasitaires.
Les vêtements de protection de l'apiculteur vont de la simple tenue (blouson de protection ou vareuse, chapeau à voilette, bottes et gants) à la combinaison intégrale.
La proximité entre l'apiculteur et la nature est indéniable. Attentif à l’écosystème entourant ses ruchers, la botanique et l’entomologie font souvent partie de ses champs d’intérêts.
On dit que l’abeille est la sentinelle de l’environnement. Elle témoigne en tout cas de son état auprès des apiculteurs. En Europe, certains produits phytosanitaires ont été interdits à la suite de leurs interventions. Selon une citation apocryphe d'Albert Einstein, « lorsque l’abeille disparaîtra, il ne restera plus que quatre ans à vivre à l’homme ».

### Organisation
En France, plusieurs organisations syndicales regroupent les différents syndicats locaux et représentent les apiculteurs auprès des pouvoirs publics, dont l'UNAF et le SNA. 

### Réglementation
En France, tout apiculteur doit déclarer ses ruches, qu'il en ait une seule ou des centaines. Cela se fait entre le 1er septembre et le 31 décembre de chaque année sur le site du Ministère de l’agriculture. À la suite de cela, il disposera d'un numéro d'enregistrement de l'apiculteur ou NAPI qui doit être disposé à proximité de son rucher. Cette réglementation permet un meilleur suivi du cheptel apicole français, tout particulièrement au niveau sanitaire. 

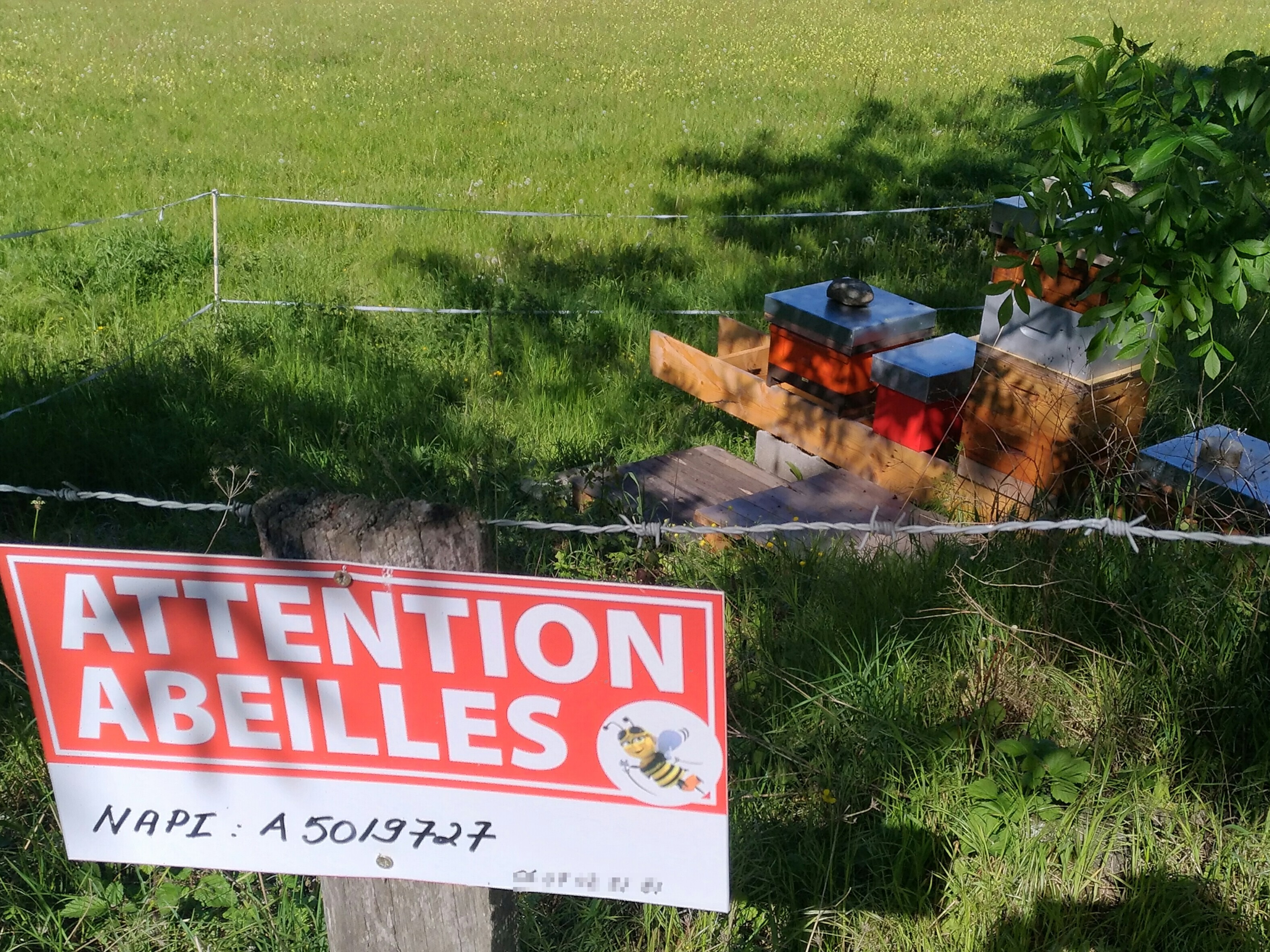
Panneau réglementaire devant se trouver à proximité du rucher, et indiquant le NAPI (N° APIculteur déclaré auprès de la Direction générale de l’Alimentation ou DGAL).

## Méliponiculteur
En Amérique, les éleveurs d'abeilles mélipones, autochtones au continent américain, sont appelés méliponiculteurs.

## Dans la culture

### Jeux vidéo
- Dans Bee Simulator, on incarne une abeille travaillant pour la Reine de la ruche, et non pas pour un apiculteur. Le personnage que l'on incarne est une abeille de quelques jours seulement et qui doit effectuer plusieurs missions qui lui sont confiées par sa Reine.
- Dans League of Legends, une apparence d’un personnage nommé « Singed » achetable dans la boutique du jeu porte le nom de « Singed apiculteur »[7], cette apparence est fortement appréciée de la communauté. Un autre personnage du jeu du nom de Teemo porte un costume d'abeille. Cette apparence a pour nom "Beemo".
- Dans Overwatch, le personnage féminin Mei porte la tenue de l'apiculteur dans une de ses tenues qui a pour nom "Mei Apcultrice".
- Dans Farming Simulator, l’un des métiers du personnage principal est apiculteur.
- Dans Minecraft, on peut devenir apiculteur en élevant des abeilles et en récoltant leurs ressources.